# لالاموو

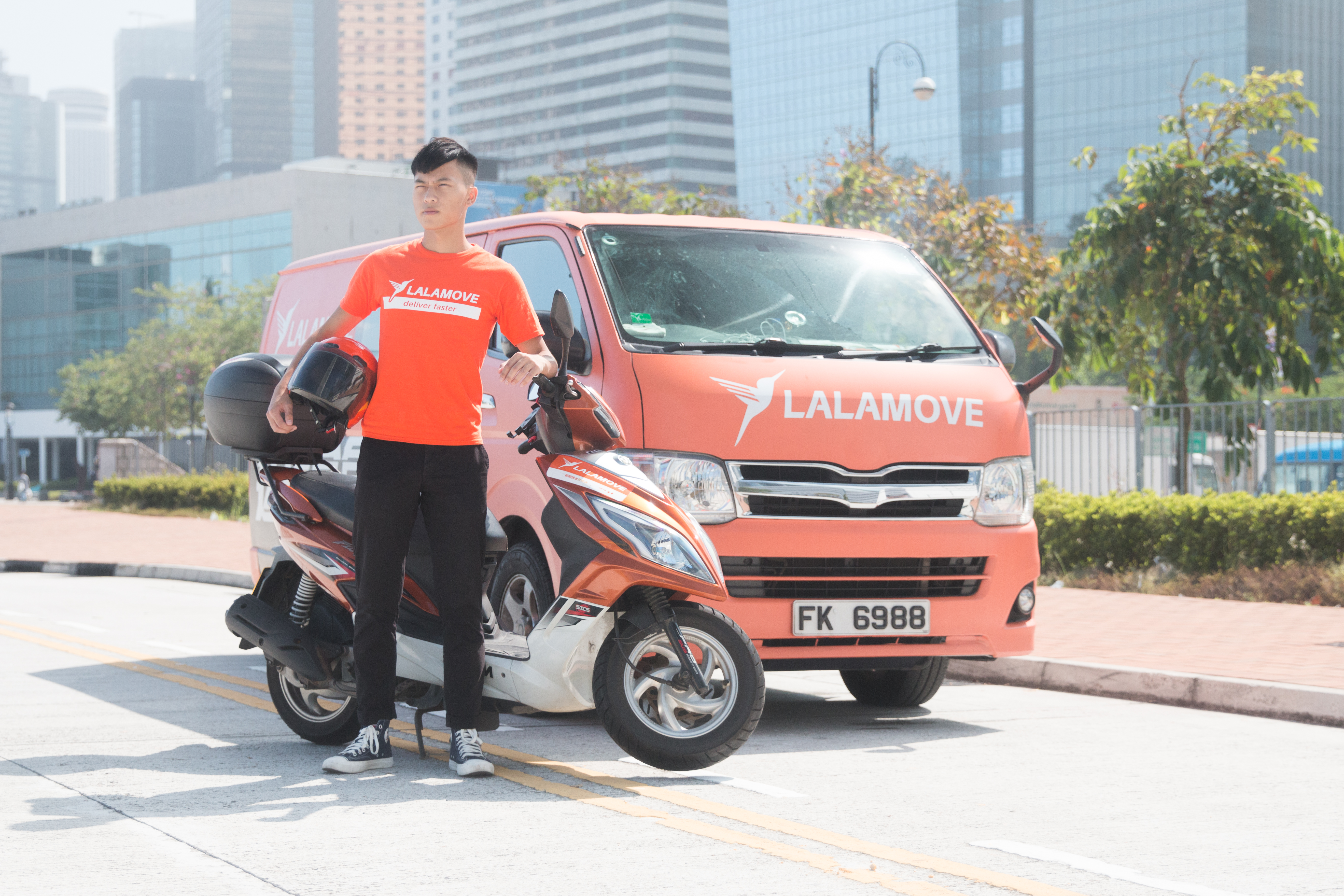
وسیله نقلیه و راننده خدمات تحویل‌دهی شرکت لالامو در هنگ کنگ

لالاموو (به انگلیسی: Lalamove) یک شرکت لجستیکی و تحویل‌دهی است که بیشتر در آسیا و بخش‌هایی از آمریکای لاتین به فعالیت می‌پردازد. خدمات لالاموو در حال حاضر در هنگ کنگ، تایپه، سنگاپور، کوالالامپور، مانیل، سیبو، بانکوک، پاتایا، هوشی‌مین، هانوی، جاکارتا، داکا، سائوپائولو، ریودوژانیرو و مکزیکوسیتی در دسترس هستند. این شرکت در سال ۲۰۱۸ خدمات خود را به هند گسترش داد اما در سال ۲۰۲۰ فعالیت این شرکت توسط دولت هند، بر اساس بخشی از افزایش محدودیت‌ها بر روی فناوری چین، ممنوع شد.